# Coenosia obscuripennis
Coenosia obscuripennis är en tvåvingeart som beskrevs av Xue och Feng 2000. Coenosia obscuripennis ingår i släktet Coenosia och familjen husflugor.
Artens utbredningsområde är Sichuan (Kina). Inga underarter finns listade i Catalogue of Life.